# Julie Wohryzek
Julie Wohryzek (28 februari 1891 in Praag; 26 augustus 1944 in Auschwitz) was een verloofde van Franz Kafka.
Haar vader was Eduard Wohryzek (1864 – 1928) die uit een koopmansfamilie kwam. Hij was slager, had een levensmiddelenwinkel en was later dienaar (sjammes) in de synagoge in de Praagse voorstad Vinohrady. Haar moeder Mina, geboren Reach, kwam uit Pest (sinds 1873 deel van Boedapest).
Julie Wohryzek had twee zussen, Käthe (geboren voor 1891, gedeporteerd 1942) en Růžena (1895 – 1939) en een broer Wilhelm. Waarschijnlijk rondde ze een handelsopleiding af. Ze was secretaresse en later prokurist.
Kafka was haar tweede verloofde. Haar eerste verloofde, een zionist, was in de Eerste Wereldoorlog gesneuveld. Twee brieven en een lege envelop aan haar zijn bewaard gebleven. En  nog een lange brief van Kafka aan haar zus Käthe.
Kafka schrijft het volgende over haar aan Max Brod:
Een gewone en verbazingwekkende verschijning. Niet Jodin en niet niet-Jodin. Niet Duitse en niet niet-Duitse. Verliefd op de bioscoop, op operettes en blijspelen, in poeder en japons, eigenaresse van onuitputtelijke en onstuitbare hoeveelheden van het brutaalste bargoens, in het geheel zeer onwetend, meer vrolijk dan treurig – zo is ze ongeveer.
Het voor november 1919 geplande huwelijk werd door Kafka’s ouders afgewezen, waarschijnlijk op grond van geruchten over haar seksuele promiscuïteit. In juli 1920 verbrak Kafka de verloving, omdat hij Milena Jesenská had leren kennen en met haar verder wilde gaan.
In 1921 trouwde Julie Wohryzek met de bankprokurist Josef Werner, waarmee ze enige jaren in Boedapest en later weer in Praag leefde. Sinds maart 1939 was heel Tsjechië door Duitsland bezet. Julie Wohryzek werd door de Duitse bezettingsmacht naar Auschwitz gedeporteerd en daar 26 augustus 1944 vermoord.
- Gemeinsame Normdatei: 136392253
- International Standard Name Identifier: 0000 0000 6689 5258
- Library of Congress Control Number: n2010038408
- Nationale Bibliotheek van Tsjechië: jx20090803011
- Virtual International Authority File: 80744152
- WorldCat: E39PBJdWQRJ4RTdRbHHKq47JXd